# 上妻駅
上妻駅（こうづまえき）は、かつて福岡県八女市大字祈禱院に置かれていた、日本国有鉄道（国鉄）矢部線の駅（廃駅）である。矢部線の廃止に伴い、1985年（昭和60年）4月1日に廃駅となった。

## 歴史
- 1945年（昭和20年）12月26日：矢部線の全線開通と同時に、一般駅として開業[1]。
- 1971年（昭和46年）2月20日：貨物および荷物の取り扱い廃止[2]。無人駅化[3]。
- 1985年（昭和60年）4月1日：矢部線の全線廃止に伴い、廃駅となる[1]。

## 駅構造
廃止時点で、1面1線の単式ホームを有する無人駅であった。矢部線の開通とともに開業した駅で、当初は駅員が配置され駅舎もあったが、無人駅化後に取り壊されてホーム上に待合所が置かれるのみの簡素な駅となっていた。

## 現状
駅跡地には警察官舎が建てられ、現在は八女市営上妻団地の敷地の一部となっている。

## その他
駅跡地の前を通る道路には「バルビゾンの道」という愛称が付いている。これは久留米市出身の画家、坂本繁二郎の功績を讃えたものである（※フランスでの絵画留学から帰国した後、八女市を制作活動の拠点としていたため）。坂本の死後、八女公園の一角に銅像が建てられた。

## 隣の駅
日本国有鉄道
矢部線
今古賀駅 - 上妻駅 - 山内駅